# Tropaeolum haynianum
Tropaeolum haynianum är en krasseväxtart som beskrevs av Johann Jakob Bernhardi. Tropaeolum haynianum ingår i släktet krassar, och familjen krasseväxter. Inga underarter finns listade i Catalogue of Life.